# ألونسو دي أوروزكو مينا
ألونسو دي أوروزكو مينا (بالإسبانية: Alonso de Orozco) هو فيلسوف إسباني، ولد في 17 أكتوبر 1500 في أوروبيسا في إسبانيا، وتوفي في 19 سبتمبر 1591 في مدريد في إسبانيا.